# Катрін Танв'є
Катрін Танв'є (фр. Catherine Tanvier, нар. 28 травня 1965) — колишня французька тенісистка та акторка.
Здобула один одиночний та дев'ять парних титулів туру WTA.
Найвищу одиночну позицію світового рейтингу — 20 місце досягнула 27 вересня 1984, парну — 16 місце — 21 грудня 1986 року.
Завершила кар'єру 2000 року.
Опублікувала дві біографії: Déclassée – de Roland-Garros au RMI (2007) та Détraquements, de la colère à la torpeur (2013).
У 2010 році дебютувала як акторка у фільмі Жан-Люк Годара Film Socialisme.

## Фінали туру WTA

### Одиночний розряд (1–4)
| Легенда           |   |
| Grand Slam        | 0 |
| WTA Championships | 0 |
| Tier I            | 0 |
| Tier II           | 0 |
| Tier III          | 0 |
| Tier IV & V       | 0 |

| Результат | W/L | Дата | Турнір                                       | Покриття   | Опонент             | Рахунок  |
| --------- | --- | ---- | -------------------------------------------- | ---------- | ------------------- | -------- |
| Поразка   | 1.  | 1982 | Hershey, США                                 | Тверде (i) | Андреа Темешварі    | 4–6, 2–6 |
| Перемога  | 2.  | 1983 | Freiburg, Західна Німеччина                  | Ґрунт      | Лаура Аррая         | 6–4, 7–5 |
| Поразка   | 3.  | 1983 | Porsche Tennis Grand Prix, Західна Німеччина | Килим (i)  | Мартіна Навратілова | 1–6, 2–6 |
| Поразка   | 4.  | 1986 | Гілверсум, Нідерланди                        | Килим (i)  | Гелена Сукова       | 2–6, 5–7 |
| Поразка   | 5.  | 1992 | Cesena, Італія                               | Килим (i)  | Марі П'єрс          | 1–6, 1–6 |

### Парний розряд (9–12)
| Легенда           |   |
| Grand Slam        | 0 |
| WTA Championships | 0 |
| Tier I            | 0 |
| Tier II           | 1 |
| Tier III          | 0 |
| Tier IV & V       | 2 |

| Титули за покриттям |   |
| Тверде              | 1 |
| Ґрунт               | 4 |
| Трава               | 0 |
| Килим               | 2 |

| Результат | W-L  | Дата | Турнір                                       | Покриття   | Партнер             | Опоненти                             | Рахунок       |
| --------- | ---- | ---- | -------------------------------------------- | ---------- | ------------------- | ------------------------------------ | ------------- |
| Перемога  | 1–0  | 1982 | Монте-Карло, Монако                          | Ґрунт      | Вірджинія Рузіч     | Патрісія Медрадо Клаудія Монтейру    | 7–6, 6–2      |
| Перемога  | 2–0  | 1982 | Індіанаполіс, U.S.                           | Ґрунт      | Іванна Мадруга      | Джоанн Расселл Вірджинія Рузіч       | 7–5, 7–6      |
| Поразка   | 2–1  | 1983 | Мастерс Рим, Італія                          | Ґрунт      | Іванна Мадруга      | Вірджинія Рузіч Вірджинія Вейд       | 3–6, 6–2, 1–6 |
| Поразка   | 2–2  | 1983 | Fila Europa Cup 1983, Західна Німеччина      | Ґрунт      | Іванна Мадруга      | Беттіна Бюнге Клаудія Коде-Кільш     | 5–7, 4–6      |
| Поразка   | 2–3  | 1983 | Porsche Tennis Grand Prix, Західна Німеччина | Килим (i)  | Вірджинія Рузіч     | Мартіна Навратілова Кенді Рейнолдс   | 2–6, 1–6      |
| Поразка   | 2–4  | 1984 | Pan Pacific Open 1984, Японія                | Килим (i)  | Елізабет Смайлі     | Клаудія Коде-Kilsch Гелена Сукова    | 4–6, 1–6      |
| Поразка   | 2–5  | 1985 | German Open, Західна Німеччина               | Ґрунт      | Штеффі Граф         | Клаудія Коде-Kilsch Гелена Сукова    | 4–6, 1–6      |
| Перемога  | 3–5  | 1985 | Гілверсум, Нідерланди                        | Килим (i)  | Марселла Мескер     | Сандра Чеккіні Сабрина Голеш         | 6–2, 6–2      |
| Поразка   | 3–6  | 1986 | Гілтон-Гед-Айленд (Південна Кароліна), U.S.  | Ґрунт      | Штеффі Граф         | Кріс Еверт Енн Вайт                  | 3–6, 3–6      |
| Поразка   | 3–7  | 1986 | Амелія (острів), U.S.                        | Ґрунт      | Габріела Сабатіні   | Клаудія Коде-Kilsch Гелена Сукова    | 2–6, 7–5, 6–7 |
| Перемога  | 4–7  | 1986 | Barcelona Ladies Open, Іспанія               | Ґрунт      | Іва Бударжова       | Петра Губер Петра Кеппелер           | 6–2, 6–1      |
| Поразка   | 4–8  | 1986 | Гілверсум, Нідерланди                        | Килим (i)  | Тіна Шоєр-Ларсен    | Кеті Джордан Гелена Сукова           | 5–7, 1–6      |
| Поразка   | 4–9  | 1986 | Брайтон, Great Britain                       | Килим (i)  | Тіна Шоєр-Ларсен    | Штеффі Граф Гелена Сукова            | 4–6, 4–6      |
| Поразка   | 4–10 | 1987 | WTA Swiss Open, Швейцарія                    | Ґрунт      | Лаура Гільдемейстер | Бетсі Нагелсен Елізабет Смайлі       | 6–4, 4–6, 3–6 |
| Поразка   | 4–11 | 1987 | Brighton, Great Britain                      | Килим (i)  | Тіна Шоєр-Ларсен    | Кеті Джордан Гелена Сукова           | 5–7, 1–6      |
| Перемога  | 5–11 | 1988 | Ніцца, Франція                               | Ґрунт      | Катрін Сюїр         | Ізабель Демонжо Наталі Тозья         | 6–4, 4–6, 6–2 |
| Перемога  | 6–11 | 1988 | Екс-ан-Прованс, Франція                      | Ґрунт      | Наталі Ерреман      | Сандра Чеккіні Аранча Санчес Вікаріо | 6–4, 7–5      |
| Перемога  | 7–11 | 1989 | Байонна, Франція                             | Тверде (i) | Манон Боллеграф     | Елна Рейнах Раффаелла Реджі          | 7–6, 7–5      |
| Перемога  | 8–11 | 1990 | Байонна, Франція                             | Тверде (i) | Луїс Філд           | Джо-Анн Фолл Рейчел Макквіллан       | 7–6, 6–7, 7–6 |
| Поразка   | 8–12 | 1991 | Байонна, Франція                             | Килим (i)  | Рейчел Макквіллан   | Патрісія Тарабіні Наталі Тозья       | 3–6, ret.     |
| Перемога  | 9–12 | 1992 | Чезена, Італія                               | Килим (i)  | Катрін Суїр         | Сабін Аппельманс Раффаелла Реджі     | w/o           |

## Фінали ITF
| Легенда         |
| --------------- |
| Турніри $25,000 |
| Турніри $10,000 |

### Одиночний розряд (3–1)
| Результат | Ранг | Дата              | Турнір                    | Покриття | Опонент            | Рахунок  |
| --------- | ---- | ----------------- | ------------------------- | -------- | ------------------ | -------- |
| Поразка   | 1.   | 5 липня 1981      | Лімож, Франція            | Ґрунт    | Ліліана Х'юссані   | 1–6, 1–6 |
| Перемога  | 2.   | 26 листопада 1981 | Ringwood North, Австралія | Тверде   | Debbie Chesterton  | 6–4, 6–2 |
| Перемога  | 3.   | 9 листопада 1981  | South Yarra, Австралія    | Тверде   | Софі Ам'яш         | 6–3, 6–1 |
| Перемога  | 4.   | 27 березня 1989   | Байонна, Франція          | Тверде   | Паскаль Етшеменеді | 6–2, 6–4 |

### Парний розряд (10–6)
| Результат | Ранг | Дата              | Турнір                       | Покриття   | Партнер               | Опоненти                            | Рахунок          |
| --------- | ---- | ----------------- | ---------------------------- | ---------- | --------------------- | ----------------------------------- | ---------------- |
| Поразка   | 1.   | 26 квітня 1981    | Борнмут, Great Britain       | Ґрунт      | Софі Ам'яш            | Джо Дьюрі Деббі Джеванс             | 0–6, 1–6         |
| Перемога  | 2.   | 5 липня 1981      | Аркашон, Франція             | Ґрунт      | Laura Araya           | Флоренца Міхай Кармен Переа         | 6–3, 7–5         |
| Перемога  | 3.   | 2 листопада 1981  | Frankston, Австралія         | Тверде     | Софі Ам'яш            | Кім Рудделл Gwen Warnock            | 6–4, 6–2         |
| Перемога  | 4.   | 1 лютого 1982     | Огден (Юта), США             | Килим (i)  | Іва Бударжова         | Івона Бржакова Марцела Скугерська   | 6–3, 6–2         |
| Перемога  | 5.   | 8 лютого 1982     | Бейкерсфілд, США             | Килим (i)  | Клаудія Монтейру      | Даян Десфор Барбара Геллквіст       | 7–6, 2–6, 6–3    |
| Перемога  | 6.   | 19 січня 1987     | Байонна, Франція             | Тверде     | Вірджинія Рузіч       | Івона Кучинська Корінн Ваньє        | 6–3, 6–2         |
| Перемога  | 7.   | 21 березня 1988   | Bayonne, Франція             | Тверде     | Паскаль Параді        | Карін Баккум Сімоне Шилдер          | 4–6, 6–2, 6–4    |
| Перемога  | 8.   | 27 березня 1989   | Мулен (Іль і Вілен), Франція | Тверде     | Сандрін Тестю         | Mara Eijkenboom Нелле ван Лоттум    | 6–4, 6–3         |
| Поразка   | 9.   | 26 березня 1990   | Лімож, Франція               | Килим      | Сандрін Тестю         | Анн Девріє Івона Кучиньська         | 3–6, 6–3, 4–6    |
| Перемога  | 10.  | 19 вересня 1994   | Марсель, Франція             | Ґрунт      | Madeline Sánchez      | Марта Кано Cristina De Subijana     | 6–3, 6–2         |
| Перемога  | 11.  | 12 грудня 1994    | Мілдьюра, Франція            | Трава      | Ванесса Вебб          | Кетрін Берклей Луїс Флемінг         | 7–6(4), 4–6, 6–3 |
| Перемога  | 12.  | 20 березня 1995   | Мулен (Іль і Вілен), Франція | Тверде     | Наталі Деші           | Jessica Fernandez Aarthi Venkatesan | 6–1, 6–3         |
| Поразка   | 13.  | 27 листопада 1995 | Маунт-Гамбір, Австралія      | Тверде     | Мая Мурич             | Аннабел Еллвуд Кіррілі Шарп         | 4–6, 1–6         |
| Поразка   | 14.  | 18 березня 1996   | Реймс, Франція               | Тверде (i) | Сьобган Дрейк-Брокмен | Джулія Казоні Флора Перфетті        | 3–6, 6–4, 0–6    |
| Поразка   | 15.  | 15 березня 1999   | Ортізеї, Італія              | Тверде     | Марія Елена Камерін   | Дон Бут Ребекка Єнсен               | 2–6, 6–3, 6–7    |
| Поразка   | 16.  | 12 квітня 1996    | Кань-сюр-Мер, Франція        | Тверде     | Луїс Флемінг          | Карен Кросс Аманда Грем             | 4–6, 6–3, 6–7    |